# Sânmartin (gmina w okręgu Harghita)
Sânmartin – gmina w Rumunii, w okręgu Harghita. Obejmuje miejscowości Ciucani, Sânmartin i Valea Uzului. W 2011 roku liczyła 2322 mieszkańców.